# Арсеньева, Екатерина Анатольевна
Екатерина Анатольевна Арсеньева (Савельева) (род. 24 октября 1986, Ленинград, РСФСР, СССР) — российская баскетболистка, выступавшая в амплуа защитника. Двукратный обладатель Кубка Европы ФИБА, чемпион России. Мастер спорта международного класса.

## Биография
Савельева Екатерина воспитанница Василеостровского СДЮШОР города Санкт-Петербурга, тренировалась у прославленного тренера Киры Тржескал. Первым профессиональным клубом в её карьере стала местная «Балтийская Звезда», откуда она в 2001 году была вызвана в кадетскую сборную России на чемпионат Европы. В Болгарии Савельева вместе со своими подругами завоёвывает серебряные медали европейского первенства, при этом показывает 2-й результат в команде по очкам (13,9 в среднем за игру).
2004 год для баскетболистки стал воистину триумфальным, в свои неполные 18 лет она стала обладателем Кубка Европы и бронзовым призёром чемпионата России. Главный тренер команды Кира Тржескал сказала :

У Кати большое баскетбольное будущее, ей всего-то 17 лет. То, что мы взяли Савельеву в Турцию, - большой аванс для Екатерины, и она это понимает.

А в июле этого же года Савельева становится чемпионом Европы среди юниорок в Словакии. Особый вклад в победу она сделала в последних играх, в полуфинале с венгерками Катя набрала больше всех очков (21), в финале против сборной Испании сделала «дабл-дабл» (23 очка и 11 подборов). На том первенстве баскетболистка была второй в команде по результативности (13,4). В следующем году на юниорском первенстве мира в Тунисе Катя набрала, в среднем за матч, больше всех в команде очков (12,5) и подборов (6,6).
После шести сезонов в Санкт-Петербурге Савельева переходит в подмосковный «Спартак», с которым в первом же сезоне выигрывает золотые медали российского первенства. В финальной серии с «ЦСКА» баскетболистка выходила во всех 5 играх, проводя в среднем 11 минут на площадке. После окончания сезона Катерина, на своей родной арене в Видном, участвует в молодежном чемпионате мира. И снова Савельева лучшая в сборной России по количеству набранных очков (14,3). В сезоне 2007/08 баскетболистка играет за БК «Москву», в составе которой доходит до финала Кубка Европы. В том еврокубке она вместе с американкой Моникой Кюри и Еленой Данилочкиной играла во всех матчах команды (16).
В 2009 году Екатерина Арсеньева вернулась домой и провела год в питерском «Спартаке». Начало сезона 2010/11 было омрачено травмой и только в феврале 2011 года она появилась в составе курского «Динамо», где провела 7 игр. В следующем сезоне Арсеньева становится обладателем Кубка Европы. Стоит упомянуть, что как и в этом розыгрыше еврокубка, так и в 2004 году, на финальные игры она не выходила на площадку, находясь в заявке команды.
Сезон 2012/2013 баскетболистка, из-за травмы колена, полностью пропустила. С 2013 года выступает за новосибирское «Динамо-ГУВД».

### Статистика выступлений за клубы (средний показатель)
|  | Кубок Европы |
|  | Евролига     |

| Клуб                                  | Сезон   | Чемпионат | Чемпионат | Чемпионат | Чемпионат | Кубок России | Кубок России | Кубок России | Кубок России | Еврокубки | Еврокубки | Еврокубки | Еврокубки |
| Клуб                                  | Сезон   | Игр       | Очк       | Подб      | Перед     | Игр          | Очк          | Подб         | Перед        | Игр       | Очк       | Подб      | Перед     |
| ------------------------------------- | ------- | --------- | --------- | --------- | --------- | ------------ | ------------ | ------------ | ------------ | --------- | --------- | --------- | --------- |
| «Балтийская Звезда» (Санкт-Петербург) | 2000-01 | 25        | 9,7       | 3,7       | 1,4       | -            | -            | -            | -            | -         | -         | -         | -         |
| «Балтийская Звезда» (Санкт-Петербург) | 2001-02 | 44        | 6,5       | 4,1       | 1,2       | -            | -            | -            | -            | -         | -         | -         | -         |
| «Балтийская Звезда» (Санкт-Петербург) | 2002-03 | 28        | 3,8       | 2,8       | 1,1       | -            | -            | -            | -            | -         | -         | -         | -         |
| «Балтийская Звезда» (Санкт-Петербург) | 2003-04 | 8         | 2,6       | 1,9       | 0,7       | -            | -            | -            | -            | 8         | 3,6       | 2,7       | 0,4       |
| «Балтийская Звезда» (Санкт-Петербург) | 2004-05 | 22        | 8,1       | 4,1       | 1,9       | -            | -            | -            | -            | 7         | 8,6       | 3,4       | 0,7       |
| «Балтийская Звезда» (Санкт-Петербург) | 2005-06 | 20        | 11,1      | 5,1       | 1,8       | 3            | 13,0         | 4,3          | 2,3          | -         | -         | -         | -         |
| «Спартак» (Видное)                    | 2006-07 | 19        | 3,1       | 2,4       | 0,5       | 4            | 11,8         | 4,3          | 1,2          | -         | -         | -         | -         |
| «БК Москва» (Москва)                  | 2007-08 | 31        | 5,6       | 3,3       | 1,8       | 3            | 9,3          | 5,0          | 1,7          | 16        | 6,6       | 4,3       | 1,4       |
| «Спартак» (Санкт-Петербург)           | 2009-10 | 15        | 16,1      | 4,4       | 2,2       | 5            | 3,8          | 3,2          | 1,2          | -         | -         | -         | -         |
| «Динамо» (Курск)                      | 2011    | 7         | 3,6       | 2,3       | 1,1       | -            | -            | -            | -            | -         | -         | -         | -         |
| «Динамо» (Курск)                      | 2011-12 | 17        | 3,4       | 2,9       | 1,2       | 3            | 4,7          | 4,7          | 0,7          | 4         | 5,3       | 6,8       | 1,3       |

### Статистика выступлений за сборную России (средний показатель)
| Сборная        | Сезон | Место     | Чемпионат | Чемпионат | Чемпионат | Чемпионат |
| Сборная        | Сезон | Место     | Игр       | Очк       | Подб      | Перед     |
| -------------- | ----- | --------- | --------- | --------- | --------- | --------- |
| ЧЕ (до 16 лет) | 2001  | Квалиф. 2 | 5 8       | 10,8 13,9 | 4,0 5,0   | 1,8 0,6   |
| ЧЕ (до 18 лет) | 2004  | Квалиф. 1 | 8         | 13,4      | 4,6 7,5   | 2,0 1,4   |
| ЧЕ (до 20 лет) | 2004  | Квалиф.   | 5         | 6,8       | 4,0       | 0         |
| ЧМ (до 19 лет) | 2005  | 4         | 8         | 12,5      | 6,6       | 2,1       |
| ЧМ (до 21 лет) | 2007  | 4         | 8         | 14,3      | 4,6       | 2,0       |

## Достижения
- Чемпион Европы среди юниорок: 2004
- Серебряный призёр чемпионата Европы среди кадеток: 2001
- Обладатель Кубка Европы: 2004, 2012
- Финалист Кубка Европы: 2008
- Чемпион России: 2007
- Бронзовый призёр чемпионата России: 2004